# Berkan Yıldırım
Berkan Yıldırım (* 20. Dezember 1986 in Wuppertal) ist ein deutsch-türkischer Fußballspieler.

## Karriere
Berkan Yıldırım kam in Wuppertal zur Welt. Nachdem er das Fußballspielen in den Jugendabteilungen diverser Amateurklubs erlernte, wechselte er in die Jugend vom 1. FC Union Solingen.
Zur Saison 2006/07 wurde er in den Profikader aufgenommen und absolvierte bis zur Winterpause 17 Ligapartien.
Zu dieser Zeit wurde er von einigen Talentjägern beobachtet. So wechselte er zur Rückrunde zum türkischen Drittligisten Eyüpspor. Nachdem er hier zwei Jahre aktiv gewesen war, verließ er den Verein Richtung Ligakonkurrent Elazığspor.
Im Sommer 2010 wechselte er dann zum Erstligisten Adanaspor. Hier fristete er in der ersten Saison hinter dem Rechtsaußen İzzet Yıldırım eher ein Reservistendasein und kam auf lediglich vier Ligaeinsätze. In der zweiten Spielzeit für Adanaspor saß er nur auf der Ersatzbank. So wurde er zur Winterpause an den Drittligisten Turgutluspor ausgeliehen. Hier verpasste man erst in der Relegationsphase den Aufstieg in die TFF 2. Lig.
Zum Sommer 2012 löste er seinen Vertrag mit Adanaspor nach gegenseitigem Einvernehmen auf und wechselte zum Drittligisten Giresunspor. Mit diesem Klub erreichte er am letzten Spieltag der Saison 2013/14 die Drittligameisterschaft und damit den Aufstieg in die TFF 1. Lig. Nach sechs Spielzeiten kehrte er im Januar 2018 wieder zu Adanaspor zurück um nach einer halben Saison erneut zu Giresunspor zu wechseln.

## Erfolge
Mit Giresunspor
- Meister der TFF 2. Lig und Aufstieg in die TFF 1. Lig: 2013/14